# Macedonië op het Eurovisiesongfestival 2002
Macedonië nam deel aan het Eurovisiesongfestival 2002 in Tallinn, Estland. Het was de 3de deelname van het land op het Eurovisiesongfestival. De selectie verliep via het jaarlijkse Skopje Fest, waarvan de finale plaatsvond op 16 februari 2002. MRT was verantwoordelijk voor de Macedonische bijdrage voor de editie van 2002.

## Selectieprocedure
Om de kandidaat te selecteren voor het festival, koos men ervoor om een nationale finale te organiseren, Skopje fest.
Deze vond plaats in het nationaal theater in Skopje en werd gepresenteerd door Igor Dzambazov
In totaal deden er 18 artiesten mee aan deze finale en de winnaar werd gekozen door televoting,een expertjury en het aanwezige publiek.

| Volgorde | Artiest                         | Lied                  | Punten | Plaats |
| -------- | ------------------------------- | --------------------- | ------ | ------ |
| 1        | G'org'i Krstevski               | Pesna za tebe         | 159    | 5      |
| 2        | Fani                            | Lejdi                 | 24     | 14     |
| 3        | Biba                            | Neobicen krug         | 16     | 15     |
| 4        | Zarmena                         | Somnez                | 0      | 18     |
| 5        | Vera Jankovic                   | Veti mi               | 34     | 13     |
| 6        | Lidija Kocovska                 | Lice i opacina        | 96     | 7      |
| 7        | Karolina Goceva                 | Od nas zavisi         | 346    | 1      |
| 8        | Marjan Nikolovski & Lozena      | Kazi mi, kazi         | 57     | 11     |
| 9        | Ana Simonovska                  | Kako mi e mene        | 15     | 16     |
| 10       | Pece Ognenov                    | Sakam da sme zaedno   | 13     | 17     |
| 11       | Andrijana Janevska              | O šeri, mon šeri      | 238    | 2      |
| 12       | Desko & Suzana                  | Sekavanje             | 70     | 9      |
| 13       | Risto Samardjiev                | Nema veke pesni tazni | 224    | 3      |
| 14       | Bagaz                           | Ke te najdam          | 89     | 8      |
| 15       | Aneta Eftimova                  | Za samo edna nok      | 58     | 10     |
| 16       | Tijana                          | Izgrev                | 177    | 4      |
| 17       | Marija Georgieva& G'oko Taneski | Koga molcat ocite     | 45     | 12     |
| 18       | Ljubko Angelov                  | Totalen kolaps        | 127    | 6      |

## In Tallinn
In Zweden moest Macedonië optreden als 9de, net na Estland en voor Israël.
Op het einde van de puntentelling bleek dat ze op een 19de plaats waren geëindigd, met 25 punten.
Men ontving 1 keer het maximum van de punten.
Door deze prestatie mochten ze niet deelnemen aan het Eurovisiesongfestival 2003.
België gaf geen punten aan deze inzending en Nederland deed niet mee in 2002.

### Gekregen punten

#### Finale
| 12 punten  | 10 punten | 8 punten | 7 punten | 6 punten  |
| ---------- | --------- | -------- | -------- | --------- |
| - Roemenië |           |          |          |           |
| 5 punten   | 4 punten  | 3 punten | 2 punten | 1 punt    |
| - Malta    | - Kroatië | - Cyprus |          | - Finland |

### Punten gegeven door Macedonië

#### Finale
Punten gegeven in de finale:
| 12 punten | Roemenië              |
| 10 punten | Malta                 |
| 8 punten  | Turkije               |
| 7 punten  | Letland               |
| 6 punten  | Estland               |
| 5 punten  | Kroatië               |
| 4 punten  | Verenigd Koninkrijk   |
| 3 punten  | Bosnië en Herzegovina |
| 2 punten  | Slovenië              |
| 1 punt    | Finland               |